# Spirou et les Héritiers
Spirou et les Héritiers, par André Franquin, est la trente-quatrième histoire et le quatrième album de la série Spirou et Fantasio. Elle est publiée pour la première fois dans Spirou du no 693 au no 726.

## Résumé

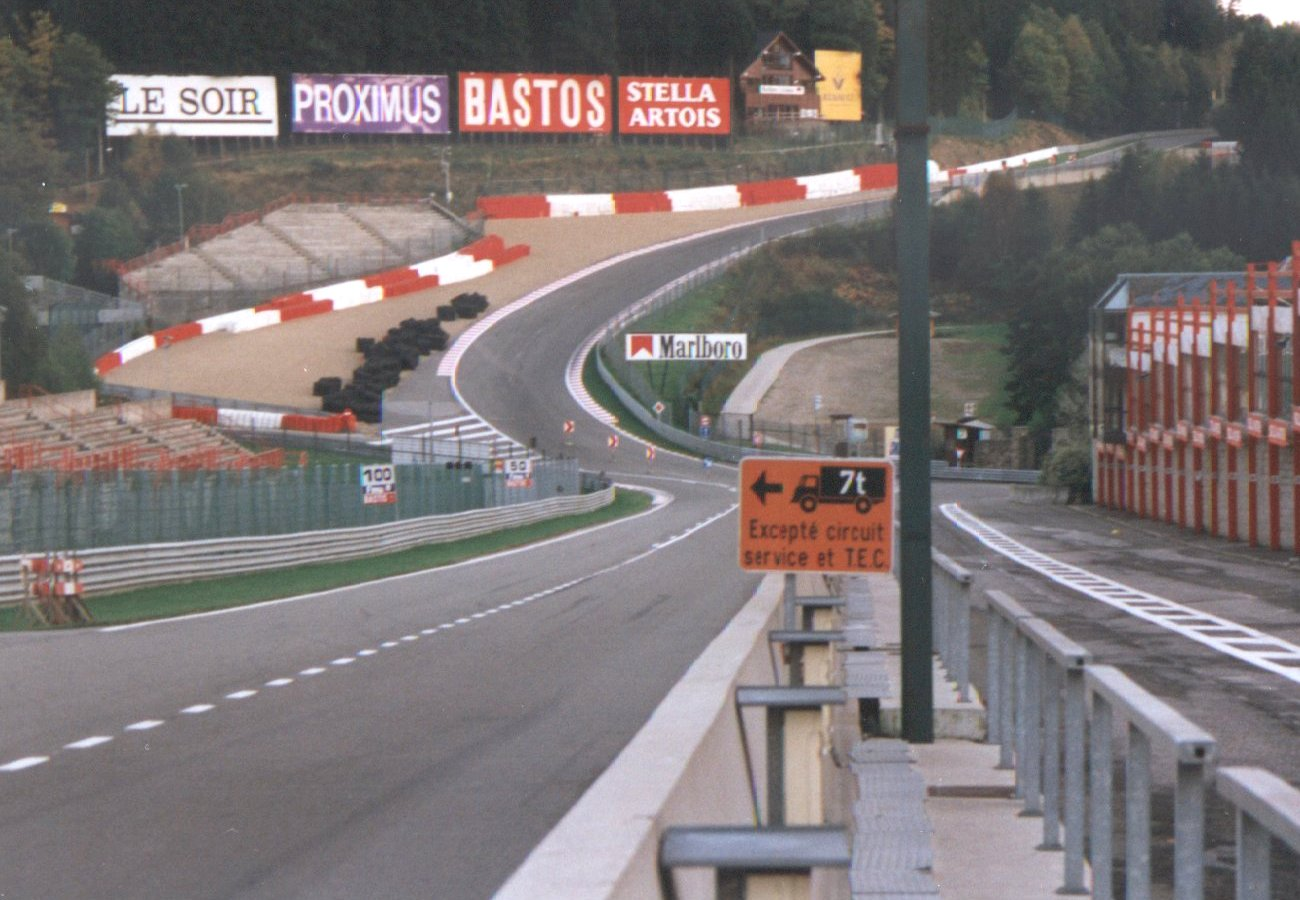
Le circuit de Spa-Francorchamps, qui a inspiré à Franquin celui de Cocochamps.

Fantasio annonce à son ami Spirou qu'il hérite de son vieil oncle décédé. Fantasio se rend chez le notaire, de même que son cousin Zantafio, sa tante Esther et sa cousine Séraphine, dans une ambiance peu chaleureuse.
Le notaire révèle le contenu du testament : l’oncle a décidé de désigner comme légataire universel un seul de ses deux neveux, Fantasio ou Zantafio : le gagnant sera celui des deux qui réalisera le plus brillamment trois exploits, dont les conditions sont décrites dans trois enveloppes cachetées, jointes au testament.
La première performance consiste à inventer un appareil nouveau, original et d'intérêt public. Après quelques essais jugés peu convaincants par Spirou (lunettes avec essuie-glaces et rétroviseur, appareil qui permet de saluer avec son chapeau, stationnement surélevé des véhicules), Fantasio invente et réalise un hélicoptère individuel portatif, qu'il nomme Fantacoptère. En panne d'inspiration, Zantafio de son côté espionne son cousin et — après avoir tenté de saboter le Fantacoptère — fait construire un engin volant équivalent, mais d'une motricité très supérieure, le Zantajet.
La première démonstration du Fantacoptère devant Monsieur Mordicus est catastrophique : en effet, pour commencer, Spirou casse un lustre (l'engin étant fait pour être utilisé en extérieur), ensuite Fantasio, maladroitement, malmène le pied du notaire, alors entouré d'un bandage, d'abord en le frappant involontairement avec sa canne puis, en tombant dessus après avoir glissé sur des boules du lustre cassé.
Cependant, quelques jours plus tard, le notaire décide de permettre aux deux cousins de mettre leurs inventions en concurrence. Or, le jour venu, Zantafio, avec son engin, déclenche involontairement l'incendie d'un immeuble. Cette péripétie fortuite permet à Spirou, en sauvant le petit garçon de la maison en flammes grâce au Fantacoptère, de démontrer l'utilité de l'invention de Fantasio, et ainsi de lui faire gagner la première manche, alors que Fantasio n'y croyait plus vraiment.

La deuxième épreuve consiste à participer à un Grand Prix automobile, et à s'y classer dans les six premiers. Embauché à la firme automobile Turbot, Fantasio apprend à piloter auprès de Martin et Roulebille, les deux pilotes titulaires de la firme. Dans un souci d'équité — tout à son honneur, car rien ne l'y obligeait —, Fantasio signale à son cousin que Turbot forme des pilotes de course. C'est ainsi que Zantafio est lui aussi embauché.
Le jour où doit se dérouler le Grand Prix, à Cocochamps, les patrons de l'écurie Turbot rappellent à tous les employés que ce sont les plus expérimentés (donc, les titulaires) qui piloteront, au grand dam des deux cousins, impatients de pouvoir en découdre — Zantafio et Fantasio n'étant en effet que remplaçants.
Pour remédier à une telle situation, Zantafio — à l'insu de son cousin, lequel n'aurait pas imaginé une telle exaction — fait disparaître Martin et Roulebille, pour que Fantasio et lui les remplacent dans la course. Puis, il soudoie un autre concurrent pour mettre son cousin hors piste. Or, en allant chercher une limonade pour Fantasio avant le départ de la course, Spirou apprend par hasard le plan de Zantafio. Mais, après avoir trébuché sur le chariot d'un mécanicien, il perd connaissance et n'a pas le temps de prévenir Fantasio avant le départ. Malgré tout, grâce à l'intervention de Spip, Spirou réussit à neutraliser Zantafio et son comparse. Ensuite, après avoir esquivé les agents de la sécurité puis, assommé et éjecté Zantafio de sa voiture, Spirou prend la place de ce dernier à dix secondes du départ. Entre-temps, Zantafio retrouve ses esprits après que les mécaniciens ont réussi à lui retirer son casque, alors coincé sur sa tête après le coup infligé par Spirou. Zantafio a l'intention de percer les fûts d'essence et d'agiter un drapeau de danger quand Fantasio passera, obligeant fallacieusement celui-ci à ralentir. Mais Spip l'en empêche, et finalement, le pilote qui devait mettre Fantasio hors course, dérape. C'est alors que Martin et Roulebille, profitant de l'état d'ébriété de leurs géoliers, se débarrassent de leurs liens.
Zantafio n'est pas dénoncé pour ses méfaits et Fantasio arrive troisième de la course. 
Un mois plus tard, lors d'un autre Grand Prix que Fantasio ne courait pas, Zantafio se classe premier de la course et remporte donc la deuxième manche de la succession, malgré des soupçons de triche — toutes les voitures à l'exception de celle de Zantafio ont eu des ennuis mécaniques et trois pilotes ont disparu la veille de la course.

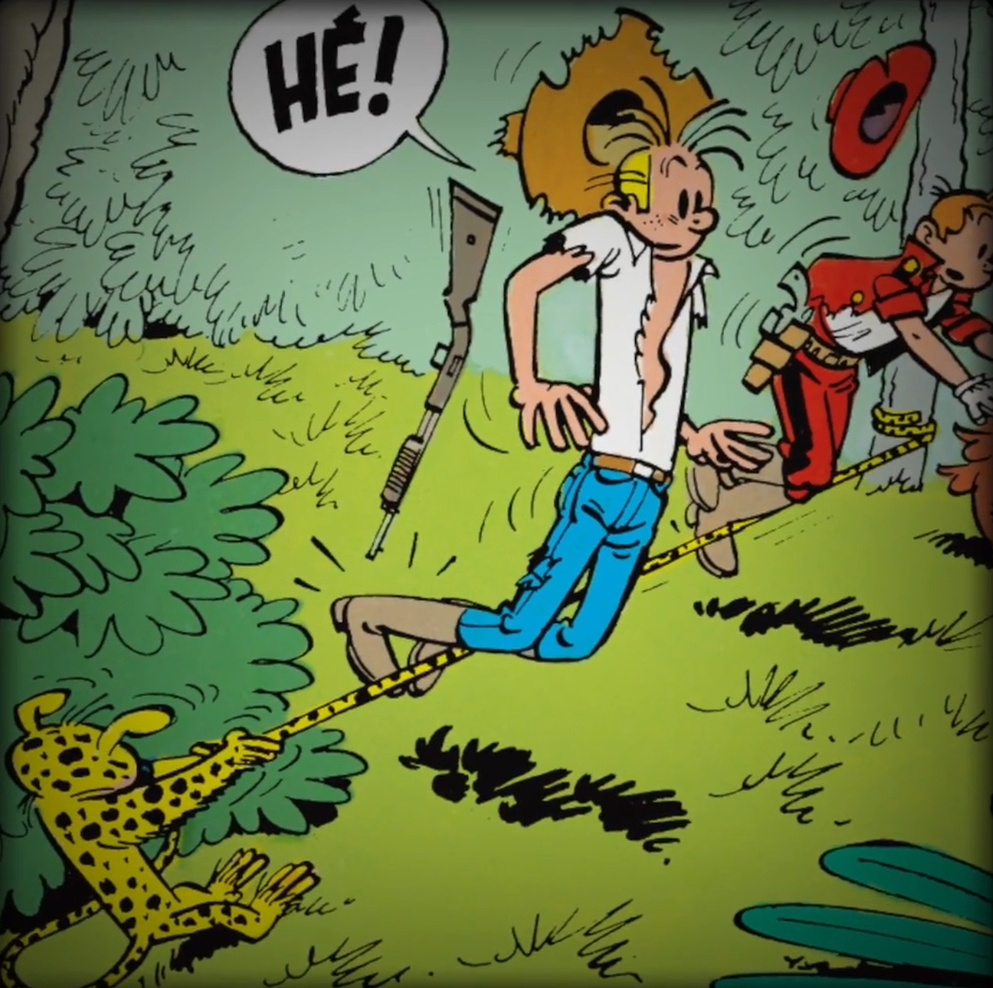
Le marsupilami est farceur.

La troisième épreuve — particulièrement difficile, car énigmatique — consiste à découvrir, à observer, puis, à capturer un animal mystérieux, voire légendaire, nommé Marsupilami, et à l'offrir à un zoo. Spirou et Fantasio découvrent que l'animal vit dans la forêt vierge de la Palombie, en Amérique latine.
Ils se rendent donc à Chiquito, où éclate une révolution. Sur place, un vieil homme les informe qu'ils pourront trouver le Marsupilami dans la forêt, au pied du volcan surnommé « El Sombrero », mais qu'avant d'y parvenir, ils risquent de rencontrer les féroces Indiens Chahutas. 
Malgré ces avertissements, Spirou et Fantasio se rendent sur les lieux. Une nuit, leur guide leur fausse compagnie, mais ils finissent tout de même par atteindre le volcan. C'est là qu'ils trouvent un spécimen, qu'ils observent avec soin dans son habitat naturel, avant d'entreprendre de le capturer.
Au cours de cette phase d'étude, les deux héros découvrent que le Marsupilami — bien que sauvage et doué d'une force, d'une agilité et d'une audace le rendant capable de dominer toutes les autres espèces de la forêt vierge — n'est absolument pas féroce. Bien au contraire, au contact de l'homme, sa nature bienveillante laisse entrevoir un sens de l'humour instinctif. Ce trait de caractère achève de tisser un lien d'affection entre les deux jeunes explorateurs et lui. 
Spirou et Fantasio récupèrent le Marsupilami et le soignent après qu'il a bu par méconnaissance un flacon d'alcool à brûler trouvé près de la tente des deux héros, alors qu'il partait à la recherche de noix : c'est ainsi que ces derniers parviennent sans trop de mal à capturer le petit animal. Sur le chemin du retour, la petite équipe est aux prises avec les sauvages Indiens Chahutas, qui menacent de les massacrer.
C'est alors que, de manière inattendue, intervient le cousin Zantafio — également sur les lieux, en quête du Marsupilami —, qui sauve son cousin et concurrent en mettant en fuite les assaillants. Zantafio exprime ensuite à Fantasio ses remords à propos de sa mauvaise conduite. Il se réconcilie donc avec les deux héros, mais décline l'offre généreuse de son cousin — oublier le passé et partager l'héritage à parts égales. Finalement, Zantafio offre sa pirogue aux deux jeunes explorateurs afin de leur permettre de quitter plus rapidement la forêt vierge, et choisit quant à lui de rester en Palombie pour y refaire sa vie.
De retour en Europe, Spirou et Fantasio emmènent de force Maitre Mordicus — qui n'a jamais voulu croire à l'existence du Marsupilami — au jardin zoologique. En présence du petit animal, le notaire s'excuse pour son incrédulité et déclare Fantasio vainqueur. Ce dernier découvre alors le contenu de son héritage : en fait, son oncle était ruiné, et n'était donc pas en mesure de léguer quoi que ce soit à ses héritiers. C'est ainsi que le vieillard a enseigné à ses neveux que la véritable richesse consistait en l'expérience acquise grâce à leurs aventures — succès et échecs compris.
Ce précieux héritage aura néanmoins coûté sa liberté à un personnage innocent : le Marsupilami. On remarque toutefois que ce dernier ne semble pas trop souffrir de cette situation, ni nourrir la moindre rancune à l'égard de ses découvreurs.

## Personnages
- Spirou
- Fantasio
- Spip
- Le marsupilami (première apparition)
- Zantafio (première apparition)
- Le notaire Mordicus (première apparition)
- Martin (première apparition)
- Roulebille (première apparition)

## Lieux
Dans cet album apparaît pour la première fois la Palombie, pays imaginaire d'Amérique latine occupé en grande partie par la forêt vierge, soumis le plus souvent à un régime dictatorial, et sujet — comme de juste — à de fréquents coups d'État.

## Analyse
Pour Frédéric Potet du journal Le Monde, les inventions originales de Fantasio dans l'album préfigurent la création du personnage de Gaston Lagaffe.

## Publication

### Revues
- Publié pour la première fois dans le journal de Spirou du no 693 (paru le 26 juillet 1951) au no 726[11] (paru le 13 mars 1952).

### Album
La première édition de Spirou et les Héritiers fut publiée aux Éditions Dupuis en 1952 (dépôt légal 1/1952). On retrouve cette histoire dans De Champignac au marsupilami, le tome 2 de la série Les intégrales Dupuis - Spirou et Fantasio (Dupuis - 2006).

### Traductions
- Anglais (Inde) : Spirou and The Heirs (2007), Euro Books.

## Adaptations
L'album a été adapté en 1973 sous la forme d'un conte audio. Il a été édité sous la forme d'un livre-disque par Musidisc dans sa collection "Le disque d'aventure".

## Suites
L'histoire s'achève alors que Spirou propose à Fantasio de libérer le marsupilami, annonçant l'épisode suivant, Les Voleurs du marsupilami.
Spirou et Fantasio retrouvent Zantafio, devenu président de la Palombie, dans Le Dictateur et le champignon.
Spirou et les Héritiers trouve également une autre suite, plus lointaine, avec L'Homme qui ne voulait pas mourir, de Morvan et Munuera, où l'on découvre qu'en réalité, l'oncle de Fantasio n'est pas mort.